# Pyū to fuku! Jaguar
Pyū to fuku! Jaguar (ピューと吹く！ジャガー, litt. « Joue de cette flûte! Jaguar ») est un manga créé par Kyōsuke Usuta. Publié dans le Weekly Shōnen Jump entre 2000 et 2010, c'est un shōnen de type comédie, avec de l'humour d'une absurdité déjantée comportant des âneries primaires, et avec un style de dessin classieux et quelquefois simpliste, qui donne un esprit tordant pour ce shōnen. 

## Synopsis
Kiyohiko Saketome, une personne normale comme tant d'autres, rêve d'être un grand guitariste, voire le plus grand dans le domaine musicale. Le jour de sa rentrée à l'école de musique, Kiyohiko croise un homme bizarre devant l'entrée de l'établissement, avec des cheveux roux, habillé d'une panoplie sortie de mardi-gras, et portant avec lui, un étui à guitare contenant une flûte à bec... Cet homme étrange s'appelle Jaguar (ジャガー), c'est un flûtiste mystérieux, possédant un drôle de pouvoir lorsqu'il siffle dans sa flûte à bec, le bruit n'est pas le même qu'on devrait entendre lorsqu'un son sort d'une flûte, au lieu que ça fasse Pyū (ピュー), le son projeté par Jaguar fait comme Gyiiiiiiiiin (ギュイイイイイイイン) qui est employé pour décrire des bruits d'une guitare acoustique. Jaguar fera en sorte de mieux faire comprendre à Kiyohiko ce qu'est la musique réellement, car ce dernier ne prend pas la musique pour un élément sentimental. Kiyohiko se donnera à cœur-joie de comprendre que la musique est un élément important, et Jaguar l'aidera à toute sorte de situation loufoque.

## Personnages
- Jaguar Junichi (ジャガージュン市?)

Jaguar est un enseignant dans la flûte, spécialisé dans la magie du son. Il serait capable d'amplifier au maximum son sifflement avec sa flûte à bec, jusqu'à atteindre la hauteur d'un gratte-ciel. Il éprouve beaucoup d'émotions, Jaguar est un bon type, malgré son étrange comportement. Avec la musique, Jaguar espère bien un jour trouver la paix dans le monde, un rêve qu'il désir tant.  
- Kiyohiko Saketome (酒留清彦, Saketome Kiyohiko?) alias Piyohiko (ピヨ 彦?)

Kiyohiko est un étudiant dans le domaine de la musique, il pratique de la guitare. Il a 17 ans, il rêve d'être le musicien le plus populaire dans le monde. Kiyohiko est surnommé Piyohiko par Jaguar. Jaguar aidera Kiyohiko à surmonter son âme pour la musique. Grâce à l'aide de l'étrange flûtiste, Kiyohiko suivra facilement son rêve d'être un grand musicien.
- Hiromitsu Hamawatari (浜渡浩満, Hamawatari Hiromitsu?) alias Hammer (ハマー?)

Hammer est un ninja pratiquant le hip-hop, vivant au grenier au-dessus de la chambre loué par Jaguar et Kiyohiko. Il termine ses phrases par un "YO" et refuse d'admettre que c'est un ninja, car il lui semble que se serait mauvais pour son image de rappeur. Il finit par rejoindre la classe de flûte de Jaguar-san avec Piyohiko, après avoir fermé sa classe de Hip-Hop Jutsu dont ces derniers étaient ses 2 premiers élèves (forcés à assister à son cours) qu'il a jamais eu auparavant.
- Hamii (ハミイ?)

- Porgy (ポギー?)

Membre du groupe July.

## Adaptations
- Un film live fut projeté dans les grandes salles au Japon le 12 janvier 2008.

- Une série en format OAV est actuellement en vente en 3 volumes DVD au Japon.

- Un CD drama a été produit pour l'OAV, contenant les voix des seiyus.

## Jeux vidéo
- Pyuu to fuku! Jaguar est apparu dans deux jeux de combat genre Super Smash Bros réunissant tous les shōnen connus et quasi-connus sur Nintendo DS dans Jump Super Stars (2005) et Jump Ultimate Stars (2006).

- Un jeu d'aventure est disponible en exclusivité import sur Game Boy Advance au titre de Pyuu to Fuku! Jaguar Pyuu to deru! Megane-Kun, sorti le 29 avril 2004.

- Un autre sur PlayStation 2 du nom de Pyuu to Fuku! Jaguar Ashita no Jump, qui est sortie le 18 mars 2004.
- Un jeu sorti en 2014 sur la console PlayStation 3 intitulé J-Stars Victory Vs présente Jaguar Junichi comme personnage soutien. Dans ce jeu, sa capacité nommée Attaque des nouilles lui permet de renverser un bol de ramen sur le visage de l'adversaire pour lui faire perdre la vue.